# El Shaddai (ebraismo)
El Shaddai (in ebraico אל שדי‎?, ʾĒl Šaddai; AFI: [ˈʔeːl ʃadˈdai]) è uno dei nomi ebraici di Dio, ma la sua etimologia deriverebbe dall'influenza della religione ugaritica sull'ebraismo. Shaddai era uno dei molti dei della religione cananea. El Shaddai viene convenzionalmente tradotto nella Bibbia con "Dio onnipotente", (nella bibbia di Gerusalemme le note spiegano che la traduzione più giusta sarebbe "Dio della steppa").  Mentre la traduzione di El con "dio" in ugaritico/cananaico è convenzionalmente accettata, il significato letterale di Shaddai è oggetto di dibattito.

## Il nomeShaddainella Bibbia
Il nome "El Shaddai" compare cinque volte in Genesi, una volta in Esodo e una in Ezechiele. Secondo Esodo 6,2-3, El Shaddai (שַׁדַּי‎) è il nome col quale Dio era conosciuto da Abramo, Isacco e Giacobbe. Shaddai compare nella Bibbia anche da solo, non preceduto da "El": ben 33 volte viene usato come uno dei nomi di Dio nel Libro di Giobbe. Alcune volte la Septuaginta traduce "Shaddai" con "Onnipotente" e ciò è all'origine dell'analogo uso moderno.
La fine in ai, che tipicamente indica la prima persona possessiva plurale, funziona come pluralis excellentiae similmente ad altri teonimi del Dio ebraico, Elohim ("dei") e Adonai ("miei Signori"). La qualità possessiva della terminazione perde il suo significato e diventa la forma lessicale di entrambi Shaddai e Adonai, analoga alla parola francese Monsieur che ha cambiato dal significato originale "mio signore"  diventando un titolo onorifico.

## Shaddai come teonimo

### Shaddai come "dio del monte o della steppa"
Shaddai potrebbe essere una derivazione di un tema semitico, che compare nell'accadico shadû ("montagna/steppa") e shaddā`û o shaddû`a ("montanaro"), uno dei nomi di Amurru. Questa teoria fu resa popolare da William Albright, ma venne indebolita quando si notò che il raddoppio della d mediale viene documentata solo nel periodo neoassiro. Tuttavia, il raddoppio in ebraico potrebbe essere secondario. Secondo questa teoria, Dio è visto come abitante di una mitica montagna sacra, un concetto non sconosciuto nella mitologia asiatica occidentale (cfr. voce "El"), e anche evidente negli scritti cristiano-siriaci di Efrem il Siro, che pone l'Eden su una montagna inaccessibile. Il termine potrebbe, quindi, essere collegato al fatto che IHWH si rivela pienamente a Mosè solo in cima al Sinai e che la sua residenza diventa il "monte Sion".

### Shaddai come "dio della fertilità"

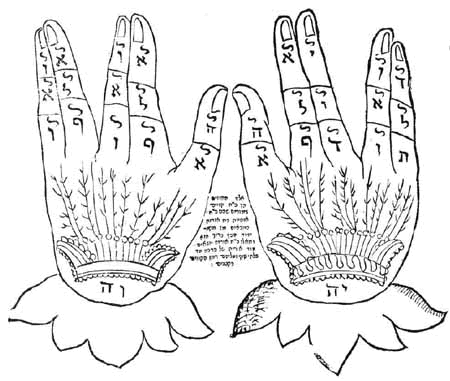
La posizione di ciascuna mano, in questa immagine cabalistica della benedizione sacerdotale, forma la lettera ebraica shin (ש), prima lettera del nome Shaddai (שדי)

Secondo Albright, il nome Shaddai potrebbe essere connesso a shadayim, in ebraico "seni", quindi alla nozione di fertilità come dono di Dio al genere umano. In molte occasioni nella Torah il nome è associato alla fertilità: "Ti benedica Dio onnipotente [El Shaddai], ti renda fecondo e ti moltiplichi, sì che tu divenga un'assemblea di popoli." (Genesi 28,3). "Io sono Dio onnipotente [El Shaddai]. Sii fecondo e diventa numeroso, popolo e assemblea di popoli verranno da te, re usciranno dai tuoi fianchi." (Genesi 35,11). "Per il Dio di tuo padre - egli ti aiuti! e per il Dio onnipotente [El Shaddai] - egli ti benedica! Con benedizioni del cielo dall'alto, benedizioni dell'abisso nel profondo, benedizioni delle mammelle [shadayim] e del grembo [racham]" (Genesi 49,25).
Harriet Lutzky, professore di psicologia presso il John Jay College, Università di New York (non un biblista o uno specialista nelle culture semitiche), ha ipotizzato che Shaddai fosse attributo di una dea semitica, definita "colei del Seno", come Asherah a Ugarit è "colei dell'Utero".

### Shaddai come distruttore
La radice linguistica shadad (שדד‎) significa "sopraffare" o "distruggere". Ciò darebbe a Shaddai il significato di "distruttore", che rappresenta uno degli aspetti di Dio, e in questo contesto è essenzialmente un epiteto. Il significato di Shaddai risalirebbe al senso originale di "shadad" che era "essere forte" analogo al significato arabo di "shadiid" (شديد‎) "forte".

### Shaddai come sostenitore e distruttore
Come accennato in precedenza, ci sono due vocaboli in ebraico che potrebbero essere l'origine di Shaddai: "shada" e "shadad", che vogliono dire rispettivamente "nutrire" e "distruggere". Derivano da due radici semitiche: una col significato di seno o fertilità, l'altra col significato di distruggere, annientare o portare alla rovina. Shaddai può significare sia "i miei sostenitori" o "i miei distruttori" (plurale possessivo) quando si parla di esseri umani, sia "il mio sostenitore ultimo e il mio distruttore finale" nel plurale maiestatico quando si tratta del Dio di Israele.
In ebraico un sostantivo assume la valenza di prima persona al possessivo singolare con l'aggiunta del suffisso i e possessivo plurale con l'aggiunta del suffisso ai. Allo stesso tempo il suffisso possessivo plurale "ai" ed il suffisso plurale maschile "iym" possono formare il plurale maiestatico quando ci si riferisce al Dio di Abramo o ad un sovrano, simile al "noi" reale. Ad esempio, la parola ebraica per "proprietario" è "adon". Il proprietario di uno schiavo viene indicato come il suo "adon" (singolare), ma il proprietario di un animale come il suo "adoniym", plurale, anche se è una singola persona. Uno schiavo si riferiva al suo padrone come "adoni" (mio padrone), ma a più padroni con "adonai" (miei padroni). Tuttavia, quando si parla del Dio di Israele, gli umani usano il pronome plurale maiestatico possessivo plurale "Adonai" invece del possessivo singolare  "Adoni", nonostante il Dio di Israele sia assolutamente singolare (cfr. Deuteronomio 6,4).
Di un unico sostenitore o distruttore si dice rispettivamente shada e shadad; per più sostenitori o distruttori si dovrebbe usare il plurale shadayim e shadadiym. Se ci si riferisce al proprio sostenitore o distruttore (possessivo singolare), entrambe le parole diventano shaddi, e se si fa riferimento ai propri sostenitori e distruttori (plurale possessivo), entrambe diventano shaddai. Poiché tutti gli epiteti che si riferiscono al Dio di Abramo in ebraico sono al plurale maiestatico, Dio viene indicato come El Shaddai (la forza che è il mio sostenitore e distruttore ultimo, plurale maiestatico) e non come El Shaddi (la forza che è il mio sostenitore e distruttore, singolare possessivo).
Se questa teoria è corretta, allora il termine El Shaddai è un epiteto che allude agli aspetti primari del Dio abramico come l'Essere solitario che crea, sostiene, cambia e distrugge l'universo e tutto ciò che è in esso. È interessante notare che quando l'epiteto El Shaddai è accostato a YHWH (il nome proprio del Dio di Israele, derivato dalla radice "howa" - "esistere" o "venire in essere", col significato letterale "causa di tutta l'esistenza" o "colui la cui esistenza è assoluta "), insieme mostrano una correlazione sorprendente col concetto di Trimurti, la Divinità una e trina dell'Induismo, che comprende Brahman (la causa della realtà e dell'esistenza), Visnù (il creatore e sostenitore), e Shiva (colui che cambia e distrugge).

## Shaddai come toponimo

Schema dell'"ipotesi documentale" o "teoria delle quattro fonti".
'J': tradizione jahvista
'E': tradizione Elohista
'D': tradizione Deuteronomista
'P': tradizione Codice Sacerdotale
'R': "Redattore" che ha compilato le fonti
- include la maggior parte del Levitico
† include la maggior parte del Deuteronomio
‡ "Deuteronomic History (Storia deuteronomica)": Giosuè, Giudici, Samuele 1&2, Re 1&2

Shaddai era una città amorrea della tarda Età del bronzo sulle rive dell'Eufrate, nella Siria settentrionale. Il sito del tumulo archeologico si chiama Tel eth-Thadyen: "Thadyen" è la traduzione moderna in arabo dell'originale semitico occidentale "Shaddai". Si ipotizza quindi che El Shaddai sia il "Dio di Shaddai", associato per tradizione con Abramo, e che l'inclusione delle storie abramitiche nella Torah in qualche fase elaborativa della Bibbia potrebbe aver portato con esse questo nome settentrionale (cfr. Ipotesi documentale).

## Shaddai nel Midrash

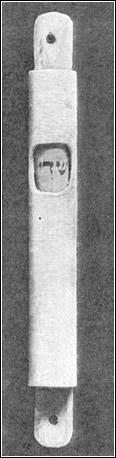
Mezuzah con iscrizione

Esiste una interpretazione midrashica di Shaddai come acronimo per "Guardiano delle Porte di Israele" (ebraico: שׁוֹמֶר דְלָתוֹת יִשְׂרָאֶל). Tale acronimo si ritrova comunemente scolpito o scritto sulla mezuzah, posta sugli stipiti delle case e di altre abitazioni.
Un'altra opinione è che "El Shaddai" sia composto dal pronome relativo ebraico "she" (shin + la vocale segol) o, come in questo caso, "sha" (shin + la vocale patach seguita da una dagesh-sottopunto) Il nome che contiene la dagesh è la parola ebraica dai che significa "abbastanza, sufficiente, sufficienza" È la stessa usata durante l'Haggadah di Pesach, Dayeinu, che significa "sarebbe stato abbastanza per noi." La canzone "Dayeinu" celebra i vari miracoli che Dio fece per liberare gli ebrei dalla schiavitù d'Egitto. Anche il Talmud lo spiega nello stesso modo, ma afferma che "Shaddai" sta per "Mi she'Amar Dai L'olamo" - "Colui che disse 'basta' al Suo mondo." Quando Dio stava creando il mondo, fermò il processo ad un certo punto, trattenendo la creazione dal raggiungere la sua piena completezza, e quindi il nome sottolinea la potenza di Dio, capace di farlo.
Shaddai è spesso parafrasato nelle varie traduzioni bibliche con "onnipotente", sebbene sia solo un elemento interpretativo. Il nome si riferisce quindi all'interpretazione patriarcale pre-mosaica della divinità come "Dio che è sufficiente", cioè che soddisfa tutte le esigenze, e per derivazione "onnipotente". Può anche essere inteso come allusione alla singolarità della divinità, El, in contrapposizione a Elohim (plurale), sufficiente o bastante per i primi patriarchi dell'ebraismo. A questo venne in seguito aggiunto il concetto mosaico del YHWH, a significare un Dio che è sufficiente in sé, cioè un Essere in quanto imprescindibile Essere eterno autodeterminante, per il quale non si possono applicare i limitanti nomi descrittivi. Questo potrebbe essere il senso della frase ebraica Ehyeh Asher Ehyeh (che si traduce approssimativamente come "Io sono colui che è" o "Io sarò ciò che sarò"), che è come Dio si descrive a Mosè in Esodo 3,13-15. Questa frase può essere applicata al tetragramma biblico YHWH, che può essere inteso come un anagramma per i tre stati dell'essere: passato, presente e futuro, congiunti con la lettera ebraica congiuntiva vav.

## Traduzioni bibliche
Il Septuaginta ed altre traduzioni iniziali rendono "El Shaddai" come "Dio onnipotente". Tuttavia, nel greco koinè della traduzione dei Settanta di Salmi 91,1, "Shaddai" viene tradotto con "il Dio del cielo."
"Dio onnipotente" (o semplicemente "Onnipotente") è la traduzione adottata dalla maggioranza delle versioni moderne in altre lingue, tra cui quella popolare in inglese della New International Version e King James Version. I traduttori della versione cattolica New Jerusalem Bible (NJB), però, sostengono che il significato è incerto e tradurre El Shaddai con "Dio onnipotente" è impreciso.  La NJB lascia Shaddai senza tradurlo, annotando che il nome dovrebbe forse essere interpretato come "Dio della montagna" dalla parola accadica shadu, o "Dio dei grandi deserti" dall'ebraico sadeh e secondo significato della parola accadica.